# Bertha Townsend
Bertha Louise Townsend Toulmin (7. marts 1869 i Philadelphia, Pennsylvania, USA – 12. maj 1909) var en kvindelig tennisspiller fra USA. Hun er bedst husket for at være den første amerikanske mester i damesingle, der med held forsvarede sin titel (1888 og 1889).
Hun blev valgt ind i International Tennis Hall of Fame i 1974.